# Norra Hållåstjärnen
Norra Hållåstjärnen är en sjö i Malung-Sälens kommun i Dalarna och ingår i Dalälvens huvudavrinningsområde. Sjön har en area på 0,0718 kvadratkilometer och ligger 514,3 meter över havet.

## Delavrinningsområde
Norra Hållåstjärnen ingår i det delavrinningsområde (675403-137761) som SMHI kallar för Inloppet i Hässjön. Medelhöjden är 511 meter över havet och ytan är 5,32 kvadratkilometer. Det finns ett avrinningsområde uppströms, och räknas det in blir den ackumulerade arean 17,77 kvadratkilometer. Ogströmmen (Ogan) som avvattnar avrinningsområdet har biflödesordning 4, vilket innebär att vattnet flödar genom totalt 4 vattendrag innan det når havet efter 444 kilometer. Avrinningsområdet består mestadels av skog (63 procent) och sankmarker (29 procent). Avrinningsområdet har 0,07 kvadratkilometer vattenytor vilket ger det en sjöprocent på 1,4 procent.